# Tiro con l'arco agli XI Giochi sudamericani
Le competizioni di tiro con l'arco agli XI Giochi sudamericani si sono volte dal 2 al 6 giugno 2018 al Complejo Aurora di Cochabamba.

## Risultati

### Recurve
| Evento                | Oro                                                             | Pt. | Argento                                                 | Pt. | Bronzo                                                 | Pt. |
| Individuale maschile  | Daniel Pineda                                                   |     | Ricardo Soto                                            |     | Estiven Ramirez                                        |     |
| Individuale femminile | Graziela dos Santos                                             |     | Ana Clara Machado                                       |     | Mayra Mendez                                           |     |
| Squadre maschile      | Colombia Daniel Pineda Estiven Ramirez Andres Pila              |     | Brasile Edson Kim Gustavo dos Santos Lugui da Cruz      |     | Argentina Ignacio Ariel Kevin Sabado Mario Jajarabilla |     |
| Squadre femminile     | Brasile Ana Clara Machado Graziela dos Santos Ana Luiza Caetano |     | Colombia Ana Rendon Mayra Sepulveda Valentina Contreras |     | Venezuela Mayra Mendez Verona Villegas Yerubi Suarez   |     |
| Squadre miste         | Argentina Florencia Leithold Kevin Sabado                       |     | Venezuela Mayra Mendez Elias Malave                     |     | Colombia Ana Rendon Daniel Pineda                      |     |

### Compound
| Evento                | Oro            | Pt. | Argento              | Pt. | Bronzo               | Pt. |
| Individuale maschile  | Camilo Cardona |     | Daniel Muñoz         |     | Alejandro Martín     |     |
| Individuale femminile | Sara López     |     | Maria Cecilia Valdez |     | Ana Gabriela Mendoza |     |
| Squadre maschile      | Colombia       |     | Venezuela            |     | Argentina            |     |
| Squadre femminile     | Colombia       |     | Venezuela            |     | Argentina            |     |
| Squadre miste         | Colombia       |     | Venezuela            |     | Cile                 |     |

### Medagliere
| Pos.   | Paese     | Oro | Argento | Bronzo | Totale |
| ------ | --------- | --- | ------- | ------ | ------ |
| 1      | Colombia  | 7   | 3       | 2      | 12     |
| 2      | Brasile   | 2   | 2       | 0      | 4      |
| 3      | Argentina | 1   | 0       | 3      | 4      |
| 4      | Venezuela | 0   | 4       | 3      | 7      |
| 5      | Cile      | 0   | 1       | 2      | 3      |
| Totale | Totale    | 10  | 10      | 10     | 30     |